# 日産プリンス広島販売
日産プリンス広島販売株式会社（にっさんプリンスひろしまはんばい）とは、広島県広島市西区に本社のある、日産自動車の販売会社である。

## 沿革[1]
- 1953年（昭和28年）9月 - 広島プリンス自動車設立。プリンス車販売を開始。
- 1960年（昭和35年）5月 - 中国プリンス自動車に改称、島根県・山口県での販売を開始。
- 1962年（昭和37年）11月 - 山陰プリンス自動車を分離。
- 1964年（昭和39年）2月 - 山口プリンス自動車を分離。
- 1966年（昭和41年）9月 - 日産プリンス広島販売に改称。日産車販売を開始。
- 1967年（昭和42年）9月 - 日産サニー広島販売を分離。
- 1988年（昭和63年）1月 - 日産プリンス福山販売を分離。
- 2004年（平成16年）1月 - 日産サティオ広島（旧　日産サニー広島販売）と合併。
- 2007年（平成19年）6月、日産サティオ福山と協業開始。

## 事業所
- 本社・観音店（日産・ハイパフォーマンスセンター認定）‐ 広島県広島市西区南観音町9番27号
- 庚午橋東店 - 広島県広島市西区南観音五丁目15番1号
- 比治山店 - 広島県広島市南区比治山本町17番12号
- 矢賀店 - 広島県広島市東区矢賀四丁目11番38号
- イオンモール広島祇園店 - 広島県広島市安佐南区祇園三丁目2番44号
- 西風新都店 - 広島県広島市安佐南区伴南一丁目4番20号
- 高陽店 - 広島県広島市安佐北区口田一丁目16番26号
- 可部中央店 - 広島県広島市安佐北区可部四丁目24番3号
- 廿日市店 - 広島県廿日市市上平良30番地3
- 大竹店 - 広島県大竹市港町一丁目2番8号
- 呉中通り店 - 広島県呉市中通一丁目3番2号

- 広店 - 広島県呉市広白石二丁目1番5号
- 東広島店 - 広島県東広島市八本松東六丁目5番5号
- 三次店 - 広島県三次市南畑敷町212
- 納整工場 - 広島県広島市西区観音新町一丁目7番28号
- BP工場 - 広島県廿日市市友田字広原山219番地143

## 関連会社
- 日産サティオ福山

### 広島県内の他日産車販売店
- 広島日産自動車
- 福山日産自動車
- 日産サティオ福山